# 마오로시역
마오로시역(일본어: 馬下駅)은 일본 니가타현 고센시에 위치한 동일본 여객철도 반에쓰사이선의 철도역이다. 단선 · 섬식의 형태를 합친 2면 3선 구조의 복합 승강장을 갖춘 지상역이다.

## 타는 곳
| 1 | ■ 반에쓰사이선 | 하행       | 니쓰 · 니가타 방면           |
| 2 | ■ 반에쓰사이선 | 상행       | 쓰가와 · 아이즈와카마쓰 방면 |
| 3 | ■ 반에쓰사이선 | 당 역 시발 | 당 역 시발                   |

## 역 주변
- 국도 제290호선
- 고센 시 마오로시 보건 센터

## 역사
- 1910년 10월 25일 : 철도원 신에쓰 본선 지선 · 니쓰 역 - 당 역간 개통과 동시에 개업.
- 1913년 6월 1일 : 당 역 - 니쓰 역 간 연장 개업.
- 1914년 11월 1일 : 전 노선 개통과 함께 이와에쓰 선의 역이 됨.
- 1917년 10월 10일 : 선로 개칭 제정과 함께, 반에쓰사이선의 역이 됨.
- 1983년 2월 28일 : 무인화.
- 1987년 4월 1일 : 일본국유철도 분할 민영화에 의해, 동일본 여객철도가 승계.
- 2014년 3월 15일 : 이 날의 다이어 개정으로 마오로시 - 고센 간의 낮 왕복 1회가 감편되어, 대신에 시간대가 근접한 하행 쾌속 '아가노'도 정차하게 되었다.

## 인접 역
| 동일본 여객철도 ■ 반에쓰사이선 | 동일본 여객철도 ■ 반에쓰사이선  | 동일본 여객철도 ■ 반에쓰사이선 |
| ------------------------------ | ------------------------------- | ------------------------------ |
| 사키하나 아이즈와카마쓰 방면   | □ 쾌속 '아가노' (상행)          | 고센 니쓰 · 니가타 방면        |
| 사키하나 고리야마 방면         | □ 쾌속 '아가노' (하행) · ■ 보통 | 사루와다 니쓰 방면             |